# Billy De Wolfe
Pour les articles homonymes, voir De Wolfe.
Billy De Wolfe (parfois crédité Billy DeWolfe) est un acteur américain né le 18 février 1907 à Quincy (Massachusetts) et mort le 5 mars 1974 à Los Angeles (Californie).

## Biographie

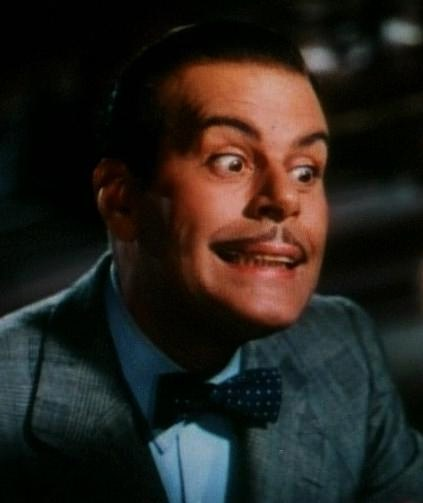
Dans Les Exploits de Pearl White (1947)

De son vrai nom William Andrew Jones, il naît le 18 février 1907 à Quincy
(Massachusetts), dans le quartier de Wollaston (en) .
Sous le pseudonyme le nom de scène de Billy De Wolfe, il tourne seize films dont dix dans les années 1940. Le premier est Dixie d'A. Edward Sutherland (1943), avec Bing Crosby et Dorothy Lamour. Le dernier est Nanou, fils de la Jungle de Robert Scheerer (1973, avec Tim Conway et Jan-Michael Vincent). On peut citer également Les Exploits de Pearl White de George Marshall (1947), avec Betty Hutton et John Lund, Escale à Broadway de David Butler (1951), avec Doris Day  et Appelez-moi Madame de Walter Lang (1953), avec Ethel Merman et Donald O'Connor.
Au théâtre, Billy De Wolfe joue à Broadway dans deux revues : John Murray Anderson's Almanac (en) (1953-1954), avec Harry Belafonte, Polly Bergen et Hermione Gingold, puis la dernière des Ziegfeld Follies en 1957.
Pour la télévision, il collabore à trois téléfilms, dont une nouvelle adaptation de la pièce Arsenic et vieilles dentelles réalisée par Robert Scheerer (1969), avec Lillian Gish et Helen Hayes. S'y ajoutent treize séries à partir de 1954, dont L'Homme à la Rolls (1965) et Doris Day comédie (douze épisodes de 1970 à 1973), où il retrouve Doris Day. La dernière est Love, American Style, avec un épisode diffusé le 12 octobre 1973, moins de cinq mois avant sa mort.
Il meurt le 5 mars 1974 à Los Angeles d'un cancer du poumon et est enterré dans le cimetière de Mount Wollaston à Quincy au Massachusetts(p194).

## Théâtre
- 1953-1954 : John Murray Anderson's Almanac, musique et lyrics de Richard Adler et Jerry Ross principalement, sketches de divers auteurs, décors de Raoul Pène Du Bois : David / Laurie / Cornelius / « Mme B » / Le majordome
- 1957 : Ziegfeld Follies of 1957, musique, lyrics et sketches de divers auteurs, décors et costumes de Raoul Pène Du Bois : M. Wedgecliffe / Le chanteur / Le délinquant juvénile / Harriet

## Filmographie

### Cinéma

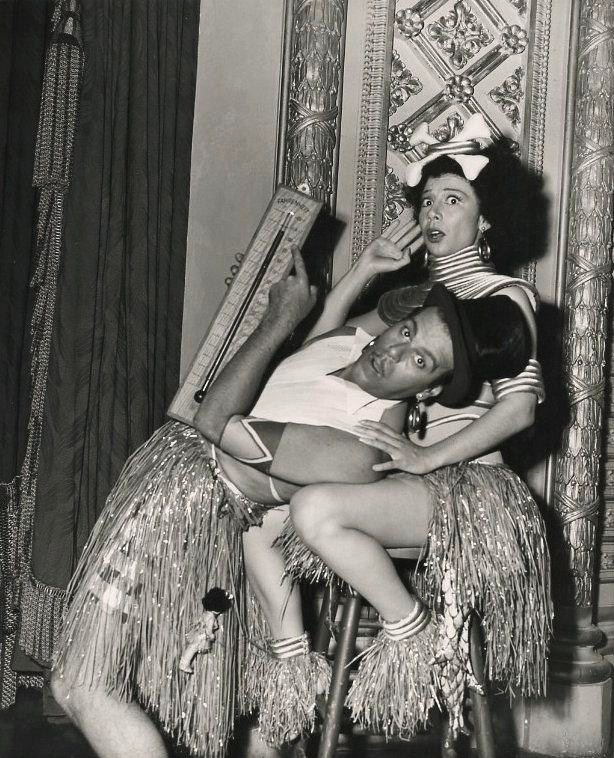
Avec Anne Triola, dans Escale à Broadway (1951, photo promotionnelle)

- 1943 : Dixie d'A. Edward Sutherland : M. Bones
- 1945 : Duffy's Tavern d'Hal Walker : Le docteur
- 1946 : Le Bel Espoir (Miss Susie Slagle's) de John Berry : Ben Mead
- 1946 : Our Hearts Were Growing Up de William D. Russell : Roland du Frere
- 1946  : La Mélodie du bonheur (Blue Skies) de Stuart Heisler : Tony
- 1947 : Le Fiancé de ma fiancée (Dear Ruth) de William D. Russell : Albert Kummer
- 1947 : Les Exploits de Pearl White (The Perils of Pauline) de George Marshall : M. Timmy Timmons
- 1947 : Hollywood en folie (Variety Girl) de George Marshall : lui-même
- 1948 : Les Filles du major (Isn't It Romantic?) de Norman Z. McLeod : Horace Frazier
- 1949 : Le Démon du logis (Dear Wife) de Richard Haydn : Albert Kummer
- 1950 : No, No, Nanette (Tea for Two) de David Butler : Larry Blair
- 1951 : Escale à Broadway (Lullaby of Broadway) de David Butler : Lefty Mack
- 1951  : Ma fille n'est pas un ange (Dear Brat) de William A. Seiter : Albert
- 1953 : Appelez-moi Madame (Call Me Madam) de Walter Lang : Pemberton Maxwell
- 1965 : Billie (en) de Don Weis : Le maire Charlie Davis
- 1973 : Nanou, fils de la Jungle (The World's Greatest Athlete) de Robert Scheerer : Dean Maxwell

### Télévision
(séries, sauf mention contraire)

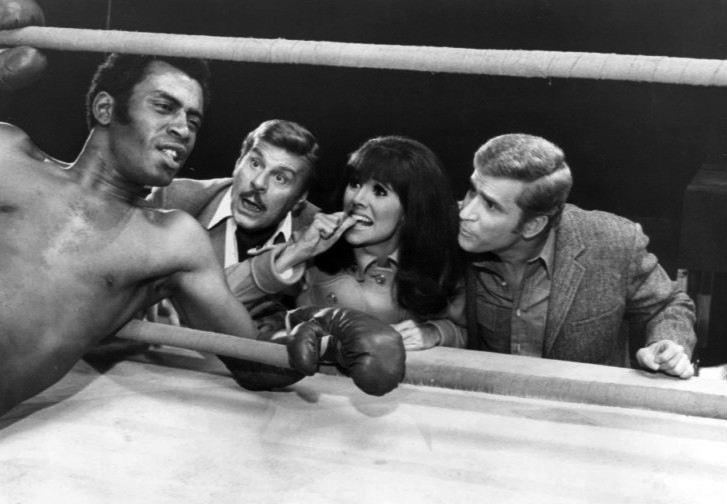
De g. à d. : Scoey Mitchell, Billy De Wolfe, Marlo Thomas et Ted Bessell, dans la série That Girl, épisode Shake Hands and Come Out Acting (1969, photo promotionnelle)

- 1965 : L'Homme à la Rolls (Burke's Law), épisode Who Killed the Fat Cat? (2.2) de Jerry Hopper : Artemis Newpenny
- 1966 : That Girl, épisodes Never Change a Diaper on Opening Night (1.3) et Beware of Actors Bearing Gifts (1.15) : Jules Benedict

- 1967-1968 : Good Morning, World : Roland B. Hutton Jr. (26 épisodes)

- 1969 : That Girl, épisode Shake Hands and Come Out Acting (4.9) de John Rich : Jules Benedict

- 1969 : Arsenic et vieilles dentelles (Arsenic and Old Lace), téléfilm de Robert Scheerer : officier O'Hara
- 1970-1973 : Doris Day comédie (The Doris Day Show) : Willard Jarvis 
  - épisodes Doris vs. the Computer (2.14) de Denver Pyle et The Office Troubleshooter (2.25) de Coby Ruskin
  - épisodes How Can I Ignore the Man Next Door? (3.3) de Denver Pyle, It's Christmas Time in the City (3.15) de Denver Pyle et  Jarvis' Uncle (3.19)
  - épisodes Mr. and Mrs. Raffles (4.2) de Norman Tokar, The People's Choice (4.6) de Jerry London, Doris' House Guest (4.20) de Bruce Bilson et Gowns by Louis (4.23)
  - épisodes The Great Talent Raid (5.2), The Co-Op (5.11) et It's a Dog Life (5.18)
- 1973 : Love, American Style, épisode Love and the Fractured Fibula (5.5) : M. Gratz